# Dvoufrekvenční interferometr
Řeší nedostatky původního jednofrekvenčního interferometru tak, že stejnosměrný přenos Dopplerovy frekvence nahrazuje přenosem střídavým. Dopplerova frekvence se sčítá s vyšší základní konstantní frekvencí, získané jako záznějová frekvence dvou frekvencí světla laseru. Při vyhodnocení měřené vzdálenosti se výsledná frekvence porovnává se záznějovou frekvencí.

## Dvoufrekvenční laserový interferometr
Je dnes nejpřesnější přístroj a metoda na měření délky a změny vzdálenosti. Jako jednotka délky se využívá vlnová délka světla helium neonového laseru 0,633 mikrometru.
Světlo necháme na sledovaném předmětu odrazit zpět a počítáme vlnové délky, které se vejdou do proběhnuté dráhy světla. Absolutní počet vlnových délek nelze určit, proto zjišťujeme, jak se mění jejich počet při pohybu předmětu. Vlnové délky sledujeme pomocí interference světla. Měřící paprsek vráceným zrcadlem předmětu necháme v interferometru interferovat s referenčním paprskem odraženým od pevného zrcadla. Vlnové délky měřícího paprsku se v místě interference posouvají  a mění fázi k referenčnímu paprsku s frekvencí úměrnou rychlosti předmětu. Snímací fotodioda snímá intenzitu interferovaného světla - každé zatmění reprezentuje jednu vlnovou délku. V základním uspořádání s jednofrekvenčním laserem je snímaná frekvence nulová, je-li předmět v klidu. Bez dalších opatření nelze rozpoznat směr pohybu. Kolísání intenzity paprsku je snímáno jako pohyb předmětu.
Zařízení pro konkrétní aplikaci se skládá z dvoufrekvenčního laseru, optických prvků, které se používají pro rozdělení a nasměrování světla k interferometru dané osy. Dále z vhodného typu interferometru, přijímače interferované intenzity světla s fotodiodou a elektronikou, vláknové optiky mezi interferometrem a přijímačem a z vyhodnocovací jednotky. Součástí je monitor stavu prostředí, které má vliv na vlnovou délku světla měřícího paprsku.

### Přednosti
Uvnitř jedné vlnové délky signály přenášeného střídavě lze interpolovat a zjemnit rozlišení až na 1/512 vlnové délky. Kolísání intenzity světla neovlivňuje záznějovou ani Dopplerovu frekvenci. Změna intenzity nemůže být posuzována jako pohnutí předmětem. Střídavý systém má vyšší stabilitu měření a nižší citlivost na rušení turbulencí vzduchu, elektrickým i optickým rušením. Na každou měřící osu stačí jedna snímací fotodioda, protože i směr pohybu předmětu je uložen ve frekvenci měřícího signálu a není třeba další snímač. Snižují se tak nároky na vyrovnávání optiky včetně kolísání polohy při pohybu, na zisk a stabilitu citlivosti fotodiody. Jedním laserem je možno napájet řadu měřících os.